# ジョゼフ＝ニコラ・ロベール＝フルーリー
ジョゼフ＝ニコラ・ロベール＝フルーリー（仏: Joseph-Nicolas Robert-Fleury, 1797年8月8日 - 1890年5月5日）は、ケルン生まれのフランスの画家である。歴史画を描いた。

## 略歴
ケルンに生まれた。パリに出て、オラース・ヴェルネの弟子となった。その後、アンヌ＝ルイ・ジロデ・ド・ルシー＝トリオゾンのもとで学んだ。短期間、アントワーヌ＝ジャン・グロのもとでも学んだ。イタリア、オランダを旅した後、フランスに戻った。1824年のサロン・ド・パリに初めて出展したが、評価が高まるのには3年ほどかかった。
1850年に芸術アカデミーの会員に選ばれ、1855年からパリ国立高等美術学校（エコール・デ・ボザール）で教え始め、1863年に校長となった。1866年から1867年はローマの在ローマ・フランス・アカデミーの校長を務めた。
1867年にレジオンドヌール勲章（コマンドゥール）を受勲した。
息子のトニ・ロベール＝フルーリーも画家、美術教師として知られている。

## 作品

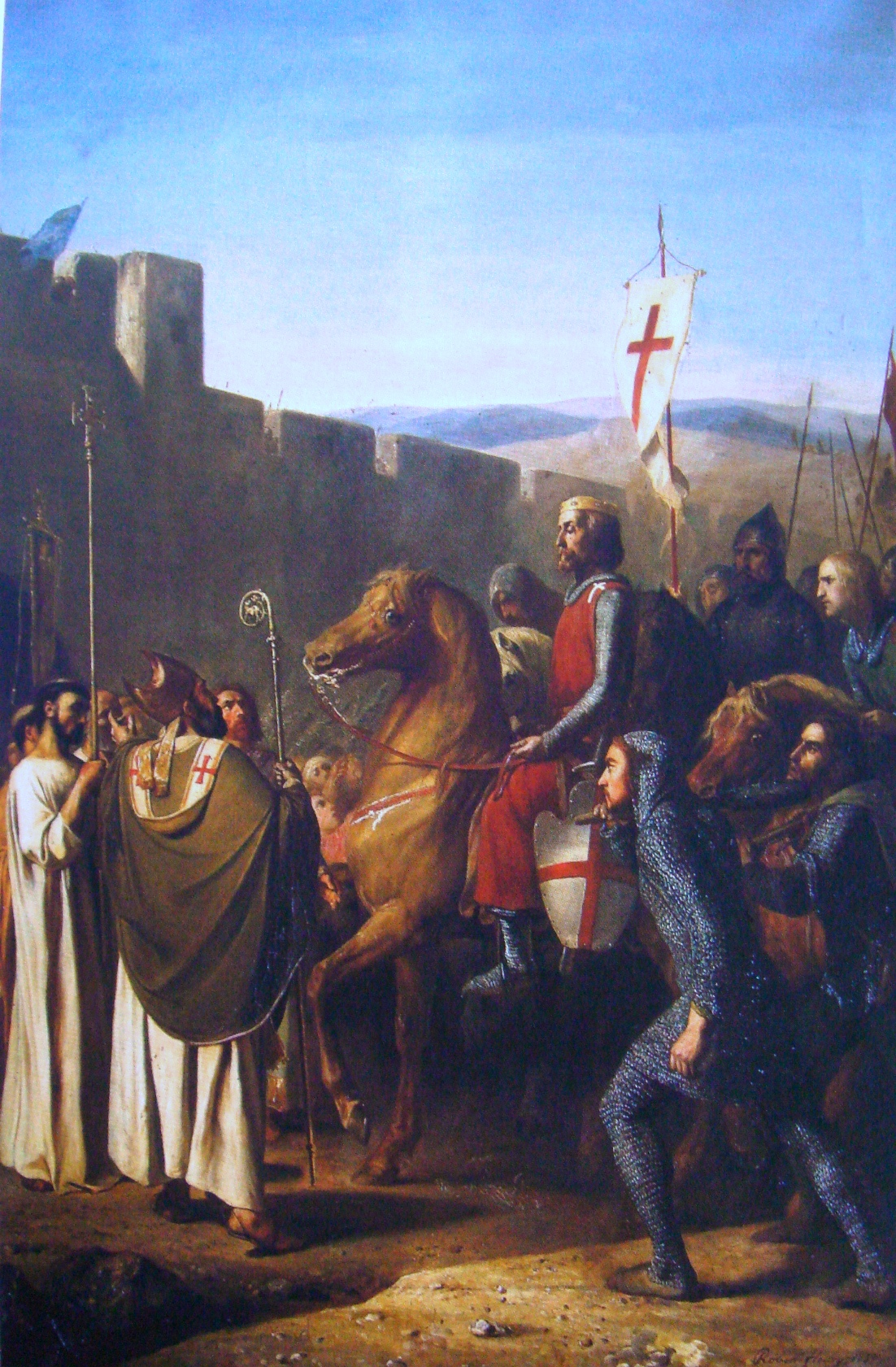
ブーローニュのボードゥアンのエデッサ入城
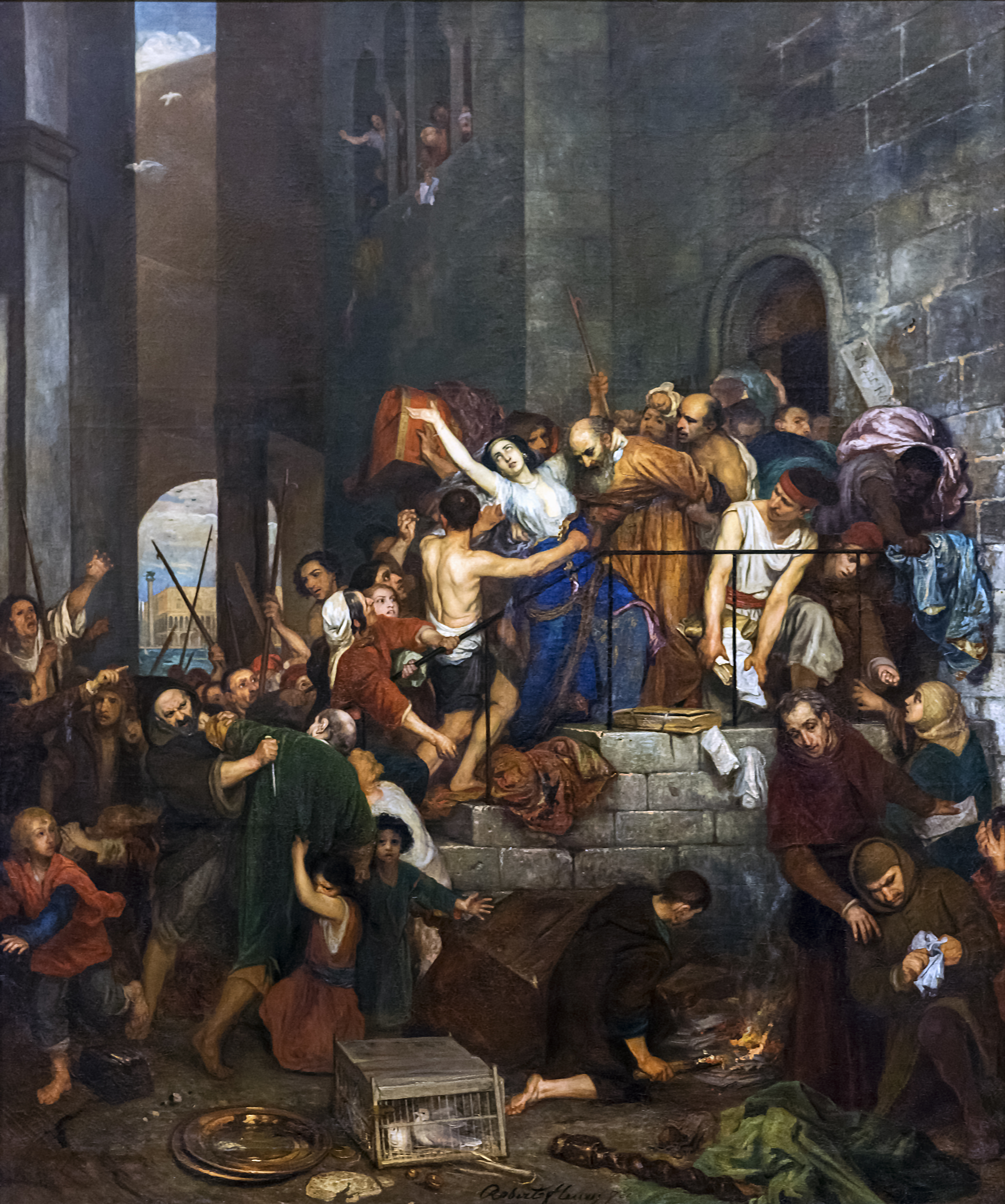
中世ヴェネツィアでの略奪
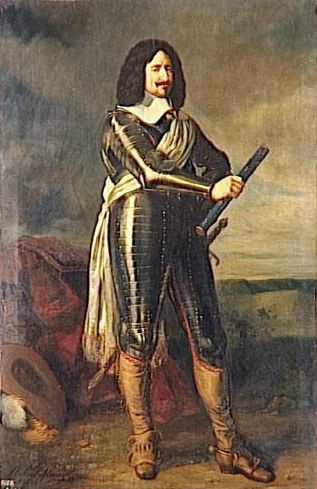
ニコラ・ド・ヌフヴィル
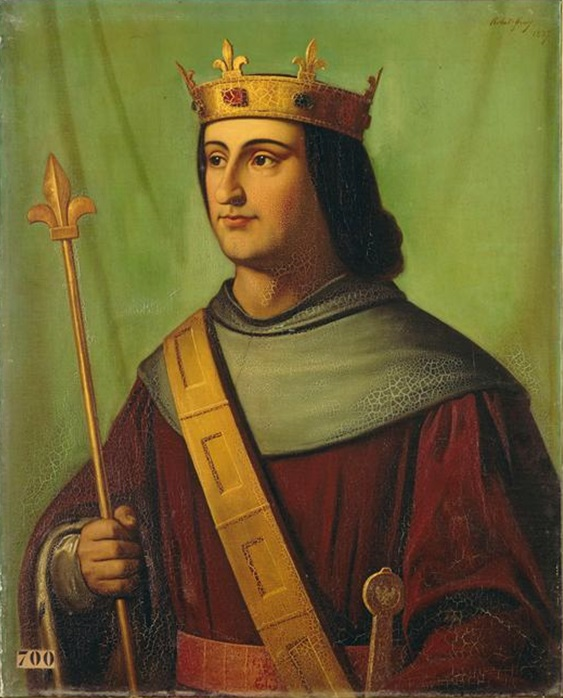
フィリップ6世
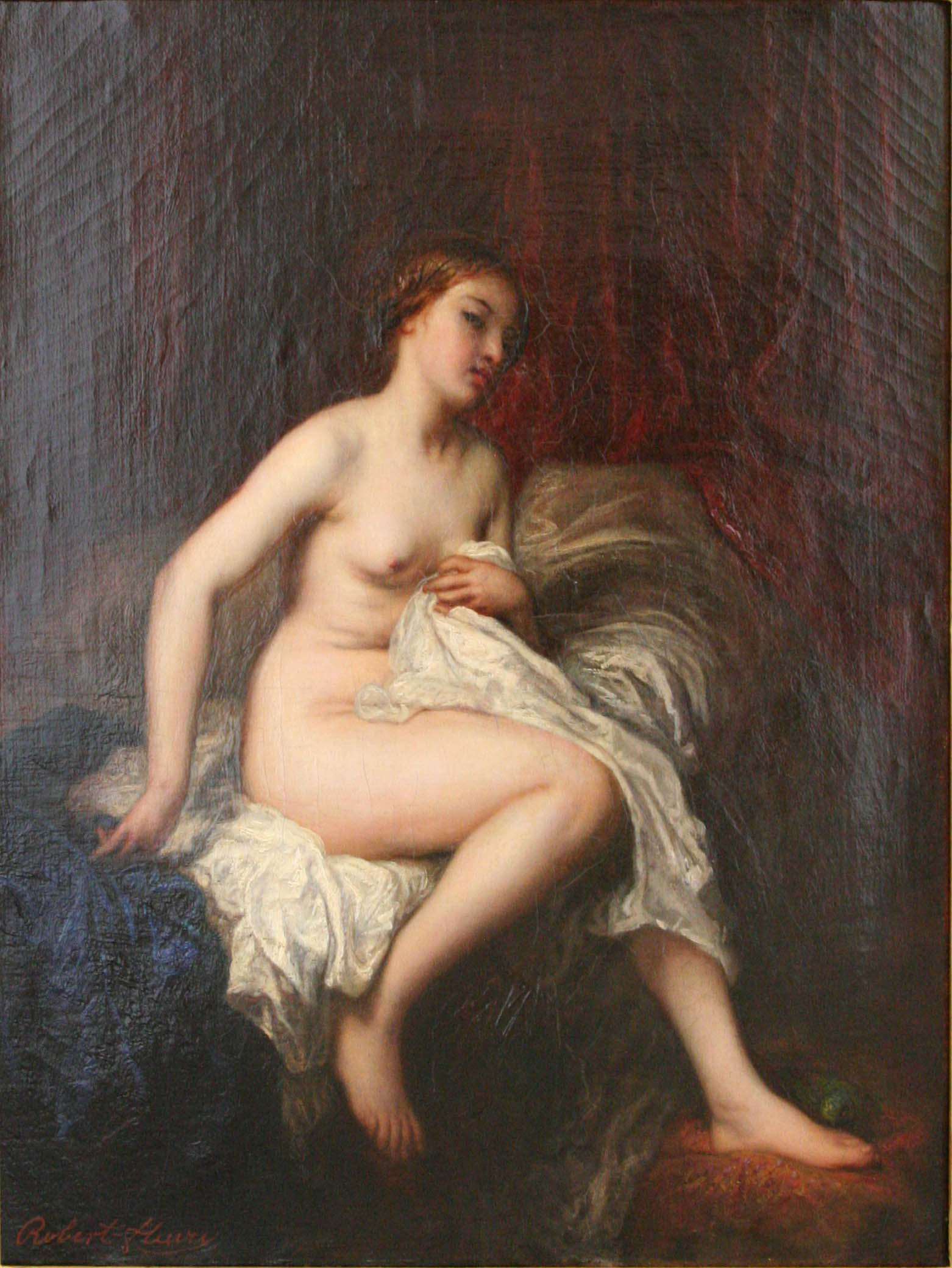
若い女性

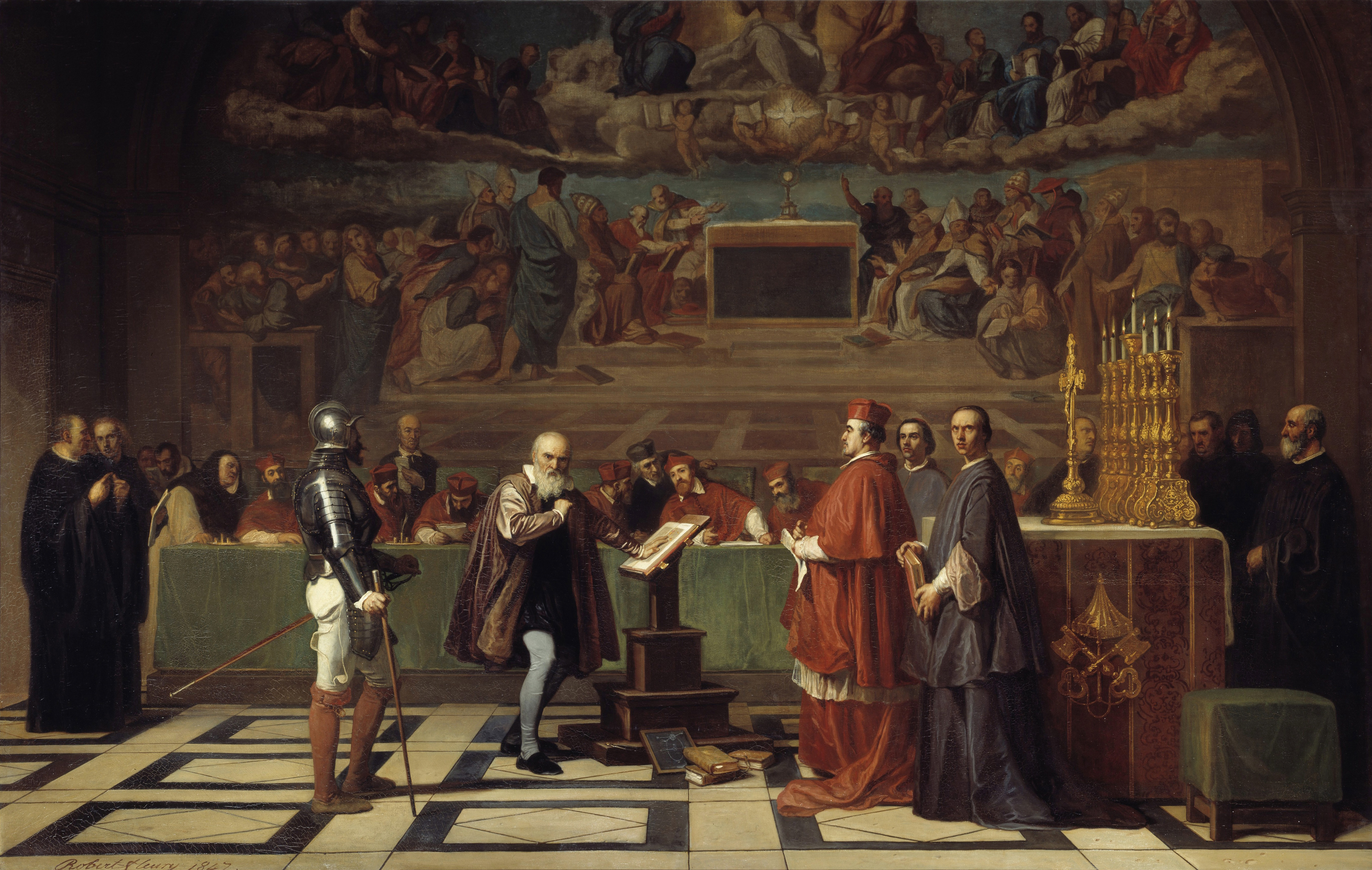
ガリレオ裁判
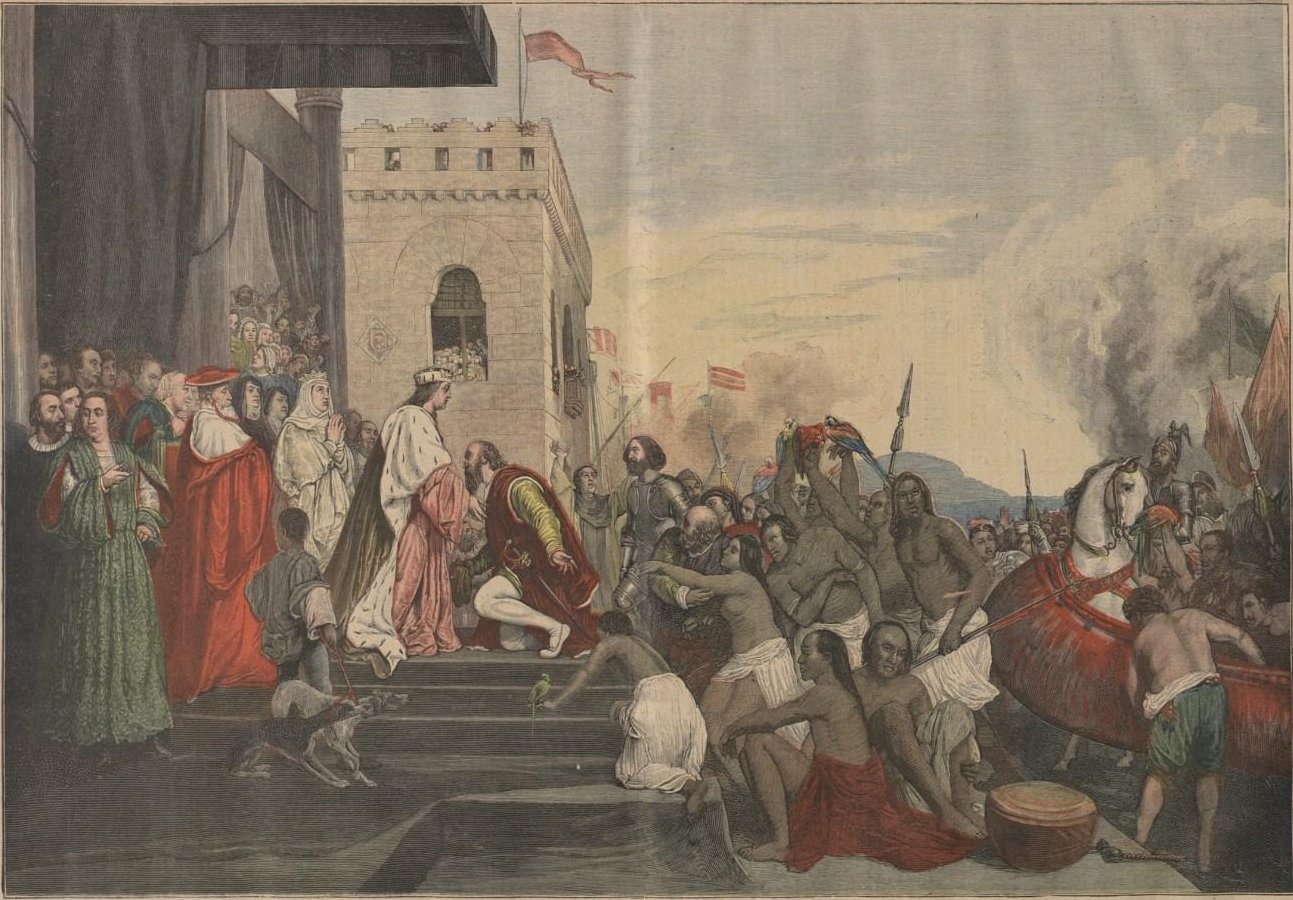
コロンブスの帰還
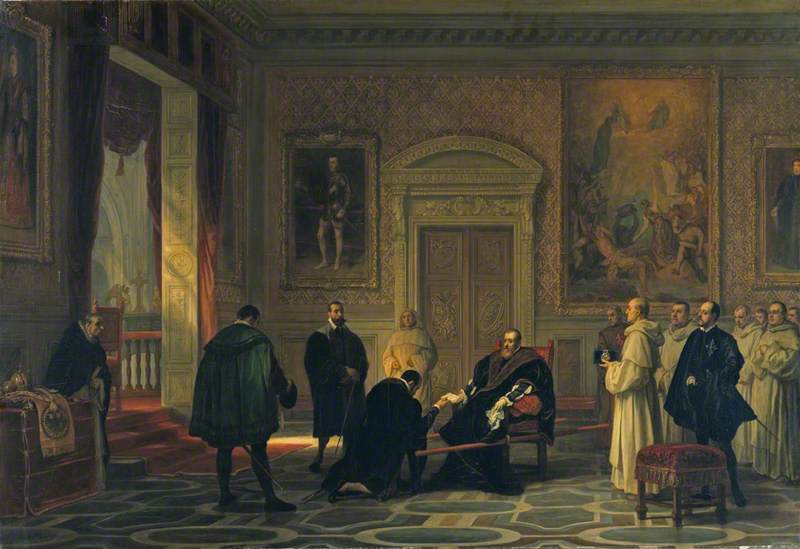
ユステ修道院のカール5世 (神聖ローマ皇帝)